# Grande sonate 'Les quatre âges'

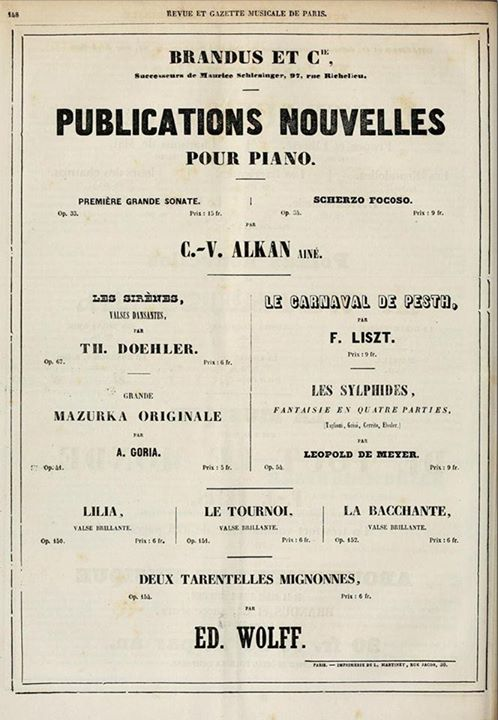
Anuncio de la publicación de Alkan Grande sonate (Op. 33) y Scherzo focoso (Op. 34) por Brandus et Cie. el 7 de mayo de 1848 en la Revue et Gazette Musicale de París.

La Grande sonate: Les quatre âges, Op. 33 (del francés Gran sonata: Las Cuatro Edades) es una sonata de cuatro movimientos para piano compuesta por Charles-Valentin Alkan. El título de la sonata refiere a los subtítulos dados a cada movimiento, retratando a un hombre en las edades de 20, 30, 40 y 50 años. La obra está dedicada al padre del compositor, Alkan Morhange (quien murió ocho años más tarde, en 1855), y fue publicada en 1847.
La secuencia de movimientos es, a diferencia de la sonata de piano clásica típica, progresivamente más lenta en cada movimiento; después del animado 20 ans (20 años), marcado 'très vite' (muy rápido) y el complejo 30 ans, subtitulado Quasi-Faust, y marcado 'assez vite' (bastante rápido), 40 ans es más sosegado, marcado 'lentement' (despacio), y 50 ans, oscuro y pesimista en humor, es marcado 'extrêmement lent' (extremadamente lento).

## Estructura

### 20 ans

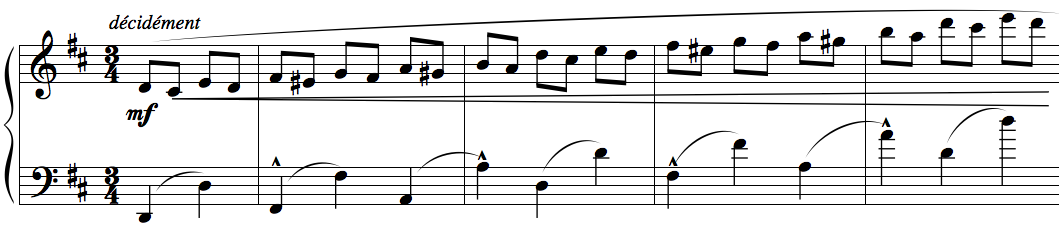
La sonata empieza con el optimista 20 ans, tocado muy deprisa y animado.

La sonata comienza con 20 ans, una pieza muy rápida en la tonalidad de Re mayor pero también con muchos pasajes en su relativo menor, la tonalidad de si menor. La 'torpeza' del hombre joven está marcada por la aparición de repentinos 'acordes incorrectos' – uno en Si bemol mayor es marcado 'ridente' (italiano: riendo). La clave, tempo y la forma ternaria de este movimiento es similar al Scherzo Núm. 1 (Op. 20) de Frédéric Chopin. La sonata se marca así desde el principio a diferencia de cualquier sonata anterior, comenzando efectivamente con un scherzo. El movimiento, aunque abre en re mayor, más tarde cambia en Si menor después de una sección lenta y melódica en Si mayor, y finaliza con Si mayor.

### 30 ans: Quasi-Fausto

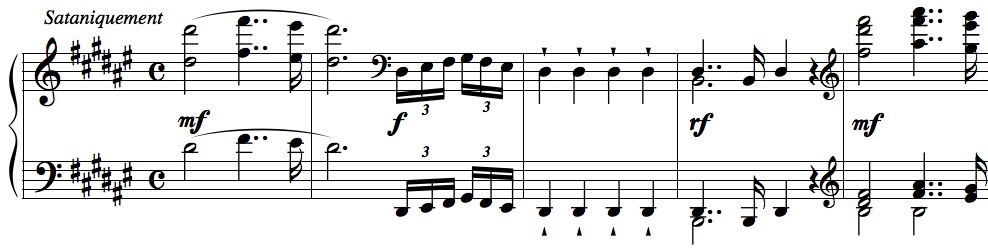
30 ans, también conocida como "Quasi-Faust", el segundo movimiento, empieza con una fanfarria para ser interpretada "satánicamente."

El segundo movimiento comienza en la tonalidad de re sostenido menor (un semitono por arriba del primer movimiento) y acaba en su tono mayor relativo de fa sostenido mayor, llamada 30 ans y subtitulada "Quasi-Faust", es la pieza más sustancial en la sonata, en una forma sonata muy extensa. Ronald Smith comenta sobre el primer tema de este movimiento:

La dualidad de este tema, como la naturaleza dual del hombre, anticipa por seis años una dualidad similar en la Sonata en Si menor de Liszt en la cual las notas repetidas amenazantes son también una característica de la respuesta.

Aun así, Smith también señala que mientras Liszt trata su material rapsódicamente, Alkan mantiene la forma clásica.
El movimiento contiene muchas de las partes más difíciles en la sonata entera como octavas y acordes extremadamente rápidos, saltos enormes en ambas manos y otros pasajes. Entre el movimiento,  hay una breve, fuga a ocho voces.
Raymond Lewenthal escribió con respecto a este movimiento: "es de hecho un poema tonal dentro de un poema tonal...  Forma el ápice de la sonata y es el movimiento más largo y más difícil. Se mantiene muy bien por sí mismo y nadie interpretándolo sin los otros movimientos debe temer ser criticado por servir una hemorragia."

### 40 ans: Un heureux ménage

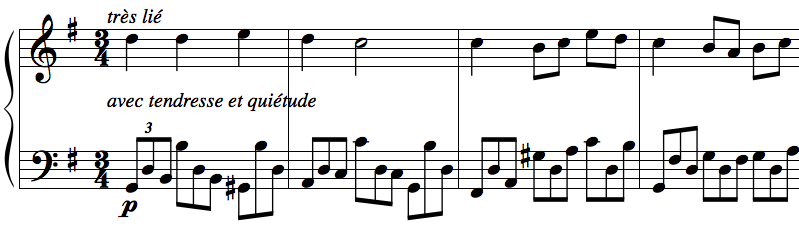
El tercer movimiento describe "una casa feliz" con secciones dedicadas a "los niños" y la "oración".

40 ans, titulado "Un heureux ménage" (Una Casa Feliz), ilustra la vida familiar para el hombre que envejece, con secciones que representa "los niños" y "una oración". El movimiento es en la tonalidad simple de Sol mayor.

### 50 ans: Prométhée enchaîné

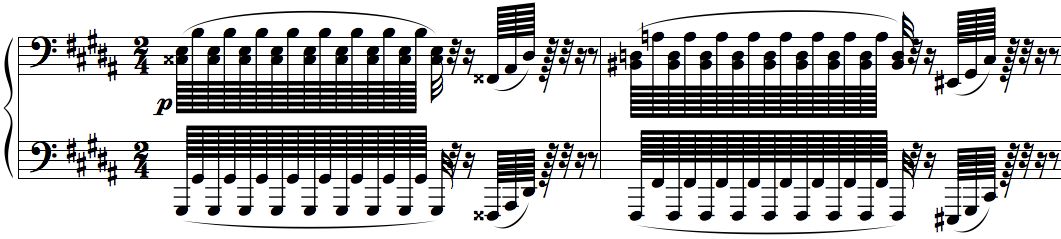
50 ans, el movimiento final, está subtitulado como "Prometeo encadenado" y es muy oscuro e intenso.

La sonata finaliza con 50 ans, llamada "Prométhée enchaîné" (Prometeo encadenado), la cual gravemente describe al hombre que mira hacia muerte. Este movimiento, en Sol sostenido menor, tiene la misma relación tonal con el tercer movimiento que el segundo tiene con el primero. Contrariamente a las tradiciones clásicas la tonalidad en la que termina la sonata es muy lejana de aquella con la que comienza.

## Relación con la Sonata de Liszt
La originalidad de esta obra, junto con algunas similitudes estructurales como las mencionadas anteriormente, han llevado a autores como Ronald Smith, Kenneth Hamilton y Jack Gibbons a la suposición de que Liszt pudo haber conocido esta obra antes de escribir su propia Sonata en Si menor. Sin embargo, no hay pruebas de que Liszt (o el propio Alkan, en este caso) la hayan interpretado en público o privado, aunque los dos pianistas ciertamente se conocieron en París y eran conscientes del trabajo de cada uno. Sin embargo, la publicación de la “Grande sonate” fue desafortunada en su momento; a principios de 1848 la revolución vació la capital de la vida musical, y el fracaso de Alkan para obtener una cátedra en el Conservatorio de París más tarde en ese año lo condujo a su retiro de la escena de concierto. Liszt también dejó París para ir a Weimar. Por estas razones, la consideración de la influencia de Alkan en la Sonata de Liszt debe seguir siendo especulativa.

## En la cultura popular
La sonata juega una parte en la trama de La habitación olvidada, una novela de Lincoln Child.